# Rebecca Sugar
Rebecca Rea Sugar (sinh ngày 9 tháng 7, năm 1987) là một đạo diễn phim hoạt hình, biên kịch, họa sĩ hoạt hình kiêm nhạc sĩ người Mỹ. Sugar nổi tiếng với việc tạo ra series phim hoạt hình Steven Universe trên kênh Cartoon Network, điều này đã khiến cô trở thành người đầu tiên tự tạo ra một series cho mạng. Cho đến năm 2013, Sugar là một nhà văn và họa sĩ cốt truyện trong loạt phim hoạt hình Adventure Time. Tác phẩm của cô trong hai bộ phim đã giành được sáu đề cử Giải Emmy. Sugar là một người phi nhị nguyên giới, đồng thời cô cũng nhấn mạnh tầm quan trọng của sự hiện diện của cộng đồng LGBTQIA+ trong nghệ thuật, đặc biệt là trong những tác phẩm giải trí của trẻ em.
Bộ truyện Anime yêu thích của cô  được biên đến đó là One Piece và chính nhân vật Spinnel cũng được lấy cảm hứng từ nhân vật Monkey.D. Luffy. Họ cũng được biến đến với 2 tác phẩm nổi tiếng được chiếu trên chương trình truyền hình Cartoon Network là Steven Universe hay Adventure Time. Họ làm về 3 lĩnh vực đó là Animation, comics và cuối cùng là Songwritting.

## Cuộc đời
Sugar lớn lên ở khu vực Sligo Park Hills của Silver Spring, Maryland. Cô theo học tại Trường Trung học Montgomery Blair và Trung tâm Nghệ thuật Thị giác tại Trường Trung học Albert Einstein (nơi cô lọt vào bán kết nghệ thuật trong cuộc thi Học giả Tổng thống, và giành được Giải thưởng Nghệ thuật Thị giác Ida F. Haimovicz danh giá của Quận Montgomery), cả hai đều nằm ở Maryland. Khi ở Blair, cô đã vẽ một số truyện tranh (được gọi là "The Strip" cho tờ báo của trường, Silver Chips) và giành giải nhất cho truyện tranh trong Cuộc thi Viết và Biên tập Cá nhân trên Báo. "The Strip" chạy một truyện tranh thách thức chính sách chấm điểm mới của MCPS từ năm 2005. Cô tiếp tục theo học Trường Nghệ thuật Thị giác ở New York.

Theo Rob, cha của Sugar, Rebecca Sugar và em trai của cô, Steven đã được lớn lên với cái mà ông gọi là "sự nhạy cảm của người Do Thái", và cả hai anh chị em đều quan sát ánh sáng của nến Hanukkah với cha mẹ của họ qua Skype.

## Sự nghiệp

### Mới vào nghề
Trong thời gian học tại Trường Nghệ thuật Thị giác, Sugar đã làm đạo diễn cho các bộ phim hoạt hình ngắn, bao gồm Johnny Noodleneck (2008). Năm 2009, cô viết kịch bản và làm phim hoạt hình cho các đĩa đơn, trong đó cộng tác viên thường xuyên Ian Jones-Quartey đóng vai trò trợ lý hoạt họa, trợ lý inker và diễn viên lồng tiếng cho dự án, trong khi anh trai của Sugar là Steven Sugar đóng vai trò trợ lý màu. Sugar đã hoàn thành bộ phim này với tư cách là luận án của mình. Sugar cũng đóng một vai trò quan trọng trong việc tạo ra nockFORCE, một loạt phim hoạt hình do Ian Jones-Quartey và Jim Gisriel tạo ra và ra mắt vào năm 2007 trên YouTube. Đặc biệt, cô đã đóng góp vào bối cảnh và nhân vật của phim hoạt hình. Năm 2010, Sugar xuất bản cuốn tiểu thuyết đồ họa đầu tiên của cô, Pug Davis, kể về một chú chó du hành vũ trụ và chiếc áo blouse đồng tính của anh ta. Cô cũng được biết đến với truyện tranh "Don't Cry for Me, I'm Already Dead", câu chuyện về hai anh em có chung tình yêu trong The Simpsons dẫn đến một ngã rẽ bi thảm. 

### Màn ảnh rộng
Sugar lần đầu tiên tham gia đoàn làm phim Adventure Time với tư cách là người xem lại bảng phân cảnh trong mùa đầu tiên của chương trình.  Do chất lượng công việc của mình, trong vòng một tháng sau khi được thuê, cô đã được thăng chức thành nghệ sĩ phân cảnh, xuất hiện lần đầu trong quá trình sản xuất phần thứ hai. Tập đầu tiên của cô là "It Came from the Nightosphere". Trong khi thực hiện chương trình, cô được nhóm sáng tạo khuyến khích đưa "kinh nghiệm sống của chính mình vào nhân vật Marceline". Khi cô ấy nói trong một cuộc phỏng vấn với Paper Magazine, cô ấy đã kết nối với các họa sĩ truyện tranh indie và underground, những người đã làm việc trong chương trình, như Pendleton Ward, Patrick McHale và Adam Muto, những người đã nói với cô ấy những gì cô ấy sẽ làm khi vẽ truyện tranh và không giữ lại bất cứ điều gì. Cô ấy nói rằng một số thay đổi trong hoạt hình trong nhiều năm tới được lấy cảm hứng từ những gì mà chương trình có thể làm được là do các họa sĩ truyện tranh độc lập như cô ấy làm được. Quá trình sản xuất cho Steven Universe đã bắt đầu trong khi Sugar vẫn đang thực hiện Adventure Time. Cô tiếp tục làm việc trong Adventure Time cho đến mùa thứ năm của chương trình, sau đó cô rời đi để tập trung vào Steven Universe. Tập cuối cùng của cô cho Adventure Time là "Simon & Marcy"; sau tập đó, việc làm đồng thời cả hai bộ phim "trở nên không thể làm được". Trước đây cô cũng gặp khó khăn trong quá trình sản xuất tập phim "Bad Little Boy" trong Adventure Time. Sugar tạm thời trở lại để viết bài hát "Everything Stays" cho miniseries Distant Land của Adveture Time. Cô ấy là nhà sản xuất điều hành cho Steven Universe trong toàn bộ quá trình hoạt động của nó, và là một nghệ sĩ phân cảnh cho một số tập của nó; bộ phim được công chiếu vào ngày 4 tháng 11 năm 2013 và kết thúc vào ngày 21 tháng 1 năm 2019. Cô ấy đã đạo diễn bộ phim truyền hình dài tập diễn ra sau mùa thứ năm của Steven Universe, được gọi là Steven Universe: The Movie, khởi chiếu vào ngày 2 tháng 9 năm 2019 trên Cartoon Mạng. Tiếp theo bộ phim là một loạt phim giới hạn ở phần kết có tựa đề Steven Universe Future, cũng với Sugar là nhà sản xuất điều hành, khởi chiếu vào ngày 7 tháng 12 năm 2019 và kết thúc vào ngày 27 tháng 3 năm 2020.

### Chủ đề
Sugar đã thảo luận về tầm quan trọng của việc tạo ra nội dung và hình ảnh đại diện cho LGBT, đặc biệt là trong lĩnh vực giải trí dành cho trẻ em. Trên podcast QUEERY của Cameron Esposito, Sugar nói rằng "Tôi muốn nêu cao LGBTQIA, tất cả chúng, nội dung ... trong G-Rated, giải trí gia đình. Tôi muốn làm điều đó mãi mãi". Cô ấy cũng giải thích cách Steven Universe đã giúp cô ấy xác định danh tính của riêng mình là song tính và phi nhị nguyên giới. Cô ấy tin rằng việc tiếp xúc sớm và tích cực với cộng đồng LGBT có thể giúp những đứa trẻ nhận dạng đồng tính luyến ái tránh phải cảm thấy xấu hổ về danh tính của chính mình.